# یونوسوکه ایتو
یونوسوکه ایتو (به ژاپنی: 伊藤 雄之助 Yūnosuke Itō)؛ ۳ اوت ۱۹۱۹ – ۱۱ مارس ۱۹۸۰) هنرپیشه ژاپنی بود. وی از ۱۹۴۷ تا ۱۹۷۹ در بیشتر از نود فیلم بازی کرد. از فیلم‌هایی که وی در آن نقش داشته‌است، می‌توان به زیستن، سانجورو، تصنیف نارایاما و سامورایی قاتل اشاره کرد.